# Jerbu de l'Eufrates
El jerbu de l'Eufrates (Scarturus euphraticus) és una espècie de rosegador de la família dels dipòdids. Viu a l'Aràbia Saudita, l'Iran, l'Iraq, Jordània, Kuwait, el Líban, Síria i Turquia. Es tracta d'un animal nocturn de dieta vegetariana. Els seus hàbitats naturals són els semideserts i les estepes. Està amenaçat per la transformació del seu entorn per a usos agrícoles i la seva caça com a aliment per a falcons.